# Макс Літчфілд
Макс Літчфілд (англ. Max Litchfield, 4 березня 1995) — британський плавець.
Учасник Олімпійських Ігор 2016 року.
Призер Чемпіонату світу з плавання на короткій воді 2016 року.
Призер Чемпіонату Європи з водних видів спорту 2018, 2020 років.
Чемпіон Європи з плавання на короткій воді 2019 року.